# Muzeum Nowej Huty
Muzeum Nowej Huty – oddział Muzeum Krakowa, mieszczący się w budynku dawnego kina Światowid na os. Centrum E 1 w Nowej Hucie. 

## Historia
Powstał 1 marca 2019 r. w wyniku połączenia Oddziału Dzieje Nowej Huty MHMK i Muzeum PRL-u.
Oddział Dzieje Nowej Huty MHMK działał od 2005 roku na os. Słonecznym 16. Pokazano w nim ponad 30 wystaw. Oddział prowadził badania, opracowywał i udostępniał informacje o Nowej Hucie od prehistorii do współczesności. Wydawał naukowe i popularyzatorskie publikacje dotyczące dziejów Nowej Huty, prowadził też działalność edukacyjną.
Muzeum PRL-u działało od kwietnia 2013 roku i było współprowadzone przez gminę Kraków oraz Ministerstwo Kultury i Dziedzictwa Narodowego. Mieściło się w dawnym budynku kina Światowid. Było miejscem spotkania różnych narracji o PRL-u – politycznej, społecznej, obyczajowej, kulturalnej, a także rozmów i debat na temat epoki. Zapraszało mieszkańców Krakowa i turystów na kilkanaście wystaw, z których część miała charakter ponadlokalny – ogólnopolski, a nawet międzynarodowy.
Zgodnie z decyzją Rady Miasta Krakowa 1 marca 2019 roku Muzeum PRL-u połączono z oddziałem Dzieje Nowej Huty MHMK, a nowy oddział kontynuuje działalność jako Muzeum Nowej Huty..
Zainaugurowało ją wystawą Nowohucianin wpisującą się zarówno w obchody 70-lecia Nowej Huty, jak i w projekt PrzeMieszczanie przygotowany przez Muzeum Krakowa na jubileusz swego 120-lecia. Charakter rocznicowy miała także ekspozycja plenerowa Nasz jest ten dzień, przygotowana na 30. rocznicę wyborów kontraktowych. Jesienne wystawy 2019 r. w i przed Muzeum Nowej Huty to: Mój drugi dom? Huta im. Lenina i Kombinat formy – przestrzenie Huty im. Lenina na fotografiach z lat 1950–1956 (jej głównym organizatorem jest Ośrodek Karta).
Na rok 2020 zaplanowano wystawę o roboczym tytule Wańka-wstańka. Pomnik Lenina w Nowej Hucie (opowiadającą o dziejach pomnika Lenina, który stał w al. Róż) oraz ekspozycję Osiedleni. Mistrzejowice, poświęconą jednej z pięciu nowohuckich dzielnic.
Muzeum Nowej Huty kontynuuje dotychczasową działalność propagandowo-edukacyjną zarówno oddziału Dzieje Nowej Huty, jak i Muzeum PRL-u. Jest głównym organizatorem corocznej akcji Zajrzyj do Huty, do udziału w której zaprasza nowohuckie instytucje kulturalne oraz aktywistów.

## Projekt rozbudowy
5 października 2016 roku rozstrzygnięto konkurs na projekt architektoniczno-budowlany muzeum oraz projekt aranżacyjny wystawy stałej wraz z opracowaniem scenariusza. Zwycięski projekt firmy MAE Multimedia Art & Education przewiduje m.in.: utworzenie na dachu budynku kawiarni, sal warsztatowych i kina letniego oraz umieszczenie głównej sali ekspozycyjnej pod placem przed budynkiem. W budynku znajdą się również: sala wystaw czasowych, sale edukacyjne, czytelnia, audioteka, pracownie merytoryczne oraz przestrzeń sąsiedzka, w której swoje projekty będą mogli realizować mieszkańcy Nowej Huty.
W lutym 2019 roku zakończono prace nad projektem budowlanym, scenariuszem wystawy stałej i projektami aranżacyjnymi. Także na tym poziomie Muzeum Nowej Huty połączy doświadczenia obu wspomnianych instytucji: dzielnica znajdzie się w centrum wystawy stałej, której głównymi bohaterami będą mieszkańcy, a historia PRL-u pozostanie tłem opowieści.

## Podziemna Nowa Huta
Od 2015 roku Muzeum PRL-u prowadziło – na zlecenie gminy Kraków – prace nad trasą turystyczną Podziemna Nowa Huta, a także działania edukacyjne i promocyjne wspierające ten projekt. W tym samym roku otwarto wystawę Atomowa Groza. Schrony w Nowej Hucie. Odwiedziło ją już około 70 000 osób. Informacje o schronach można również znaleźć na stronie internetowej.
W 2015 roku powstało studium uwarunkowań do planowanej trasy, a w roku kolejnym opracowano i zaprezentowano Dwuwariantową koncepcję trasy turystycznej po schronach Nowej Huty oraz wstępne studium wykonalności projektu. Jego twórcy wskazali lokalizacje, które może obejmować trasa. Większość z ponad 250 znajdujących się pod budynkami w Nowej Hucie schronów nie nadaje się bowiem do wykorzystania turystycznego – to piwnice lokatorskie pod blokami albo magazyny pod różnego rodzaju instytucjami.
W 2017 roku przygotowano scenariusz i projekt aranżacji wystawy. Jego autorzy skorzystali z wymyślonej w latach 50. XX wieku w USA, a w Polsce stosowanej dopiero od niedawna, metody interpretacji dziedzictwa. Polega ona nie tylko na udzielaniu informacji, ale też na postawieniu dodatkowych pytań, pozwoleniu odbiorcom, aby przefiltrowali opowieść przez własne doświadczenia.
Centrum trasy znajdzie się na os. Szkolnym 22, gdzie powstanie dwuczęściowa wystawa Schrony w Nowej Hucie – duch miejsca, duch czasu poświęcona dzielnicy i zimnej wojnie. Jej dopełnieniem będzie schron znajdujący się pod tym budynkiem, w którym zwiedzający będą mogli choć przez chwilę poczuć emocje towarzyszące stanowi zagrożenia.
Projekt obejmuje jeszcze dwie lokalizacje: schron na os. Szkolnym 37 (ta część opowieści nosi tytuł Stan zagrożenia) i os. Szkolnym 9 (Wokół atomu). Choć pokazywane obiekty znajdują się na jednym osiedlu, to trasy przejścia pomiędzy nimi zostaną wytyczone tak, aby turyści zobaczyli najważniejsze miejsca na terenie dzielnicy, poznali jej historię i unikalne założenie architektoniczne Nowej Huty.
W 2018 roku projekt wszedł w etap realizacji, poprzedzony uzgodnieniami konserwatorskimi i negocjacjami z dysponentami budynków. Pierwszym obiektem (udostępnionym do zwiedzania w lutym 2019 r.) jest schron pod Zespołem Szkół Mechanicznych nr 3 na os. Szkolnym 37. Wystawa Stan zagrożenia opowiada o instynktownej potrzebie ukrycia się przed zagrożeniem, charakterystycznej zarówno dla zwierząt, jak i ludzi. Prezentuje też m.in. najciekawsze budowle schronowe na świecie.

## Wnętrza dawnego kina przed działalnością muzealną

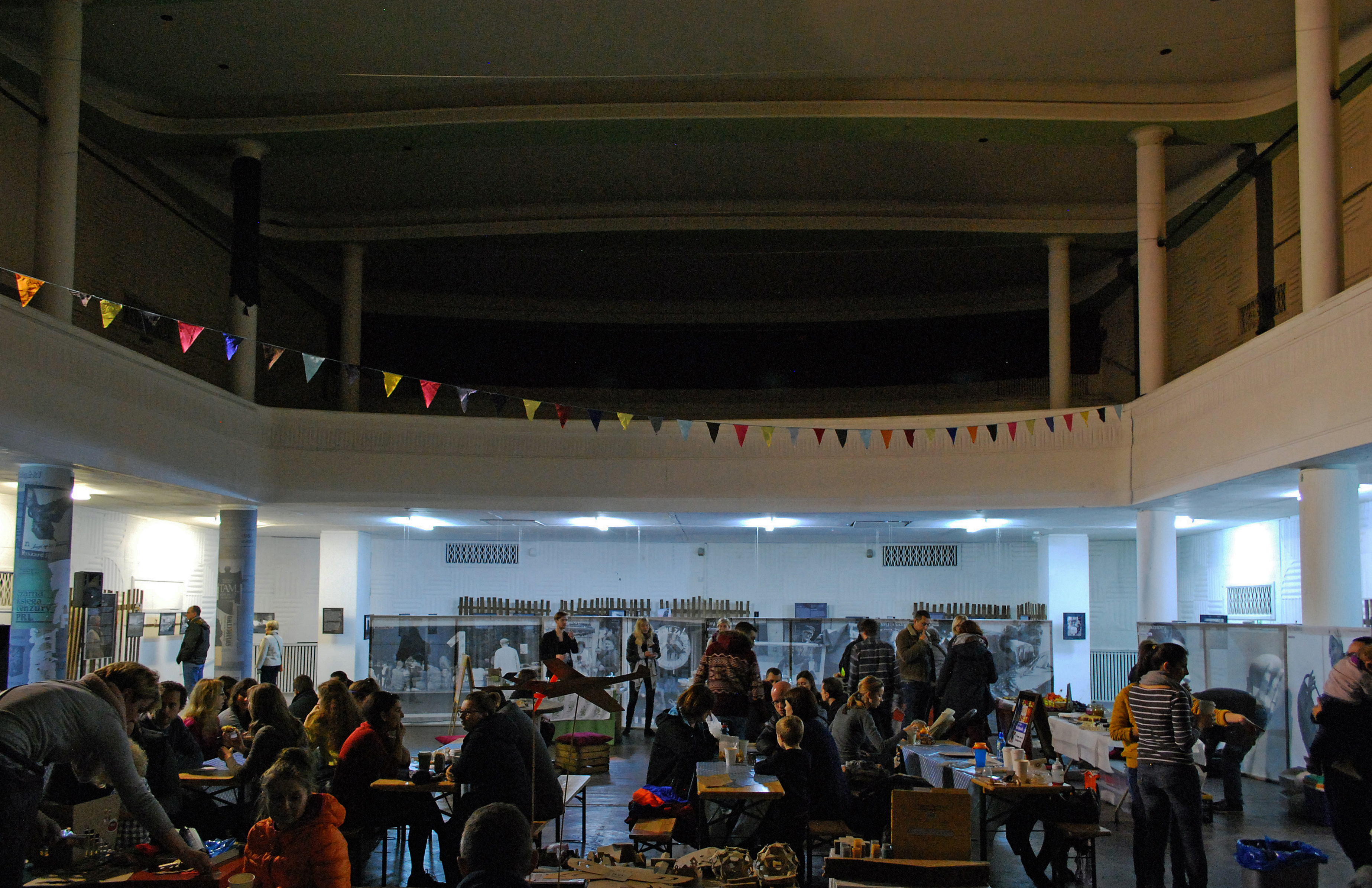
Duża sala.
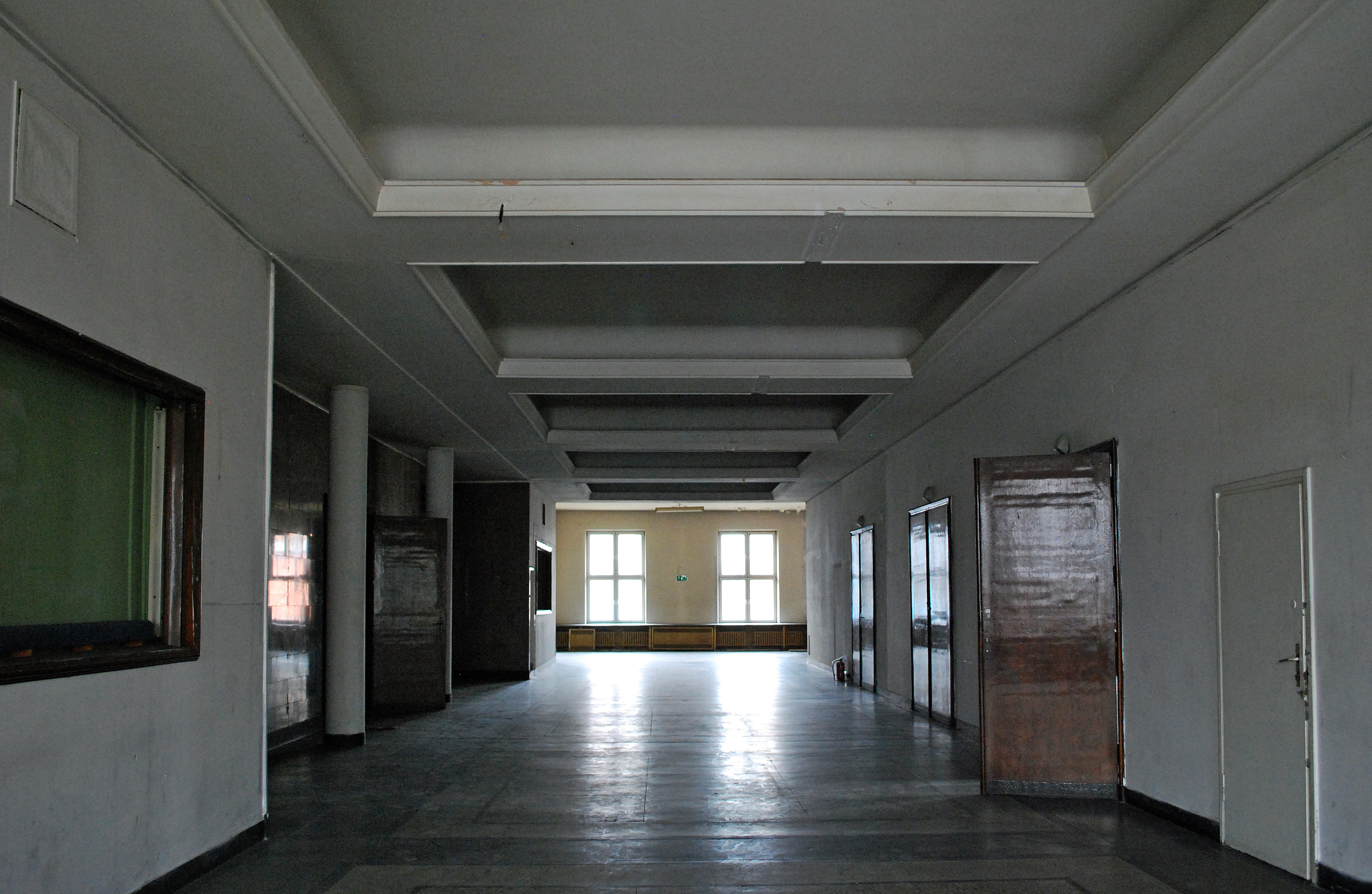
Korytarz na piętrze, po prawej wejście na małą salę, po lewej na balkon dużej sali.
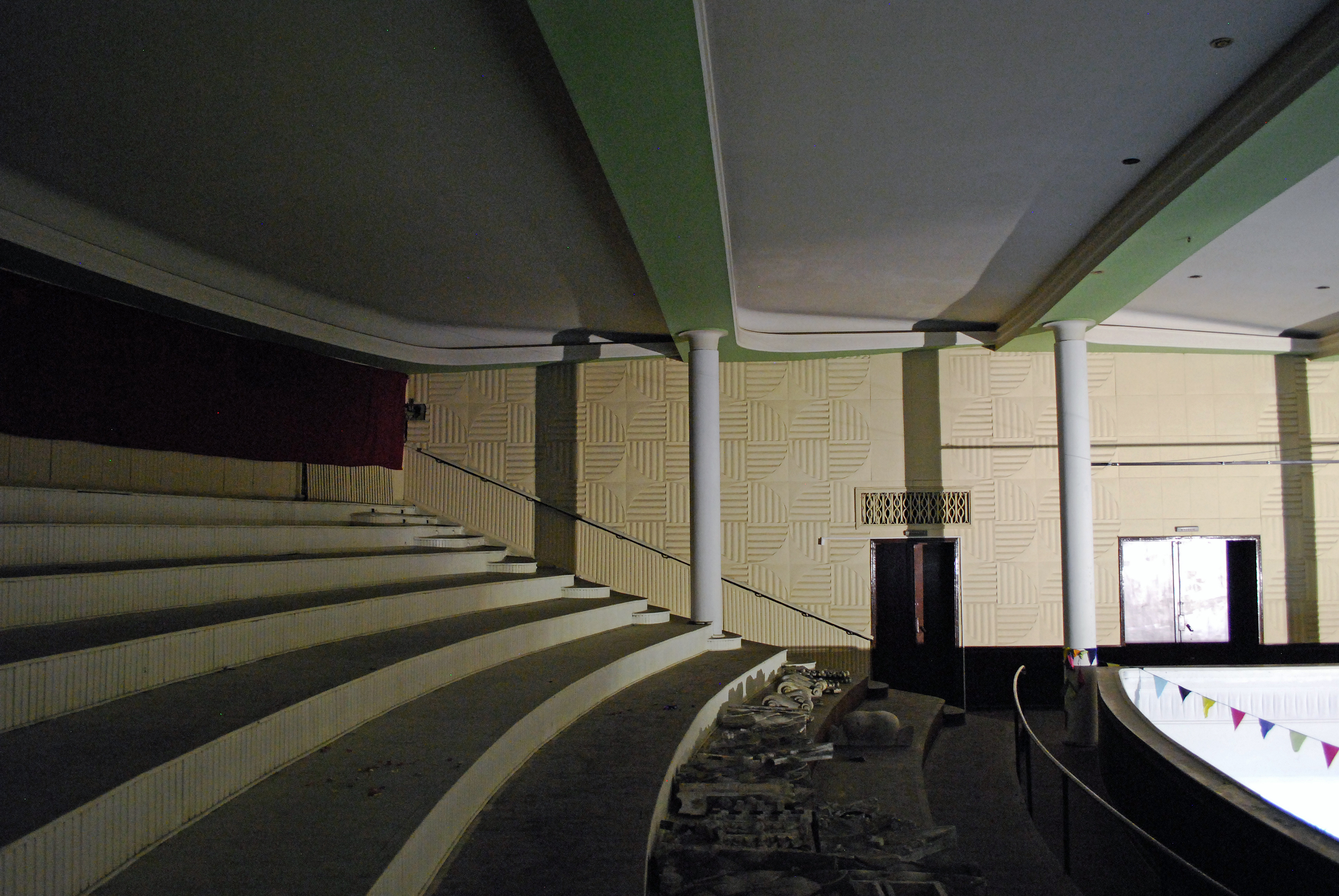
Balkon dużej sali.
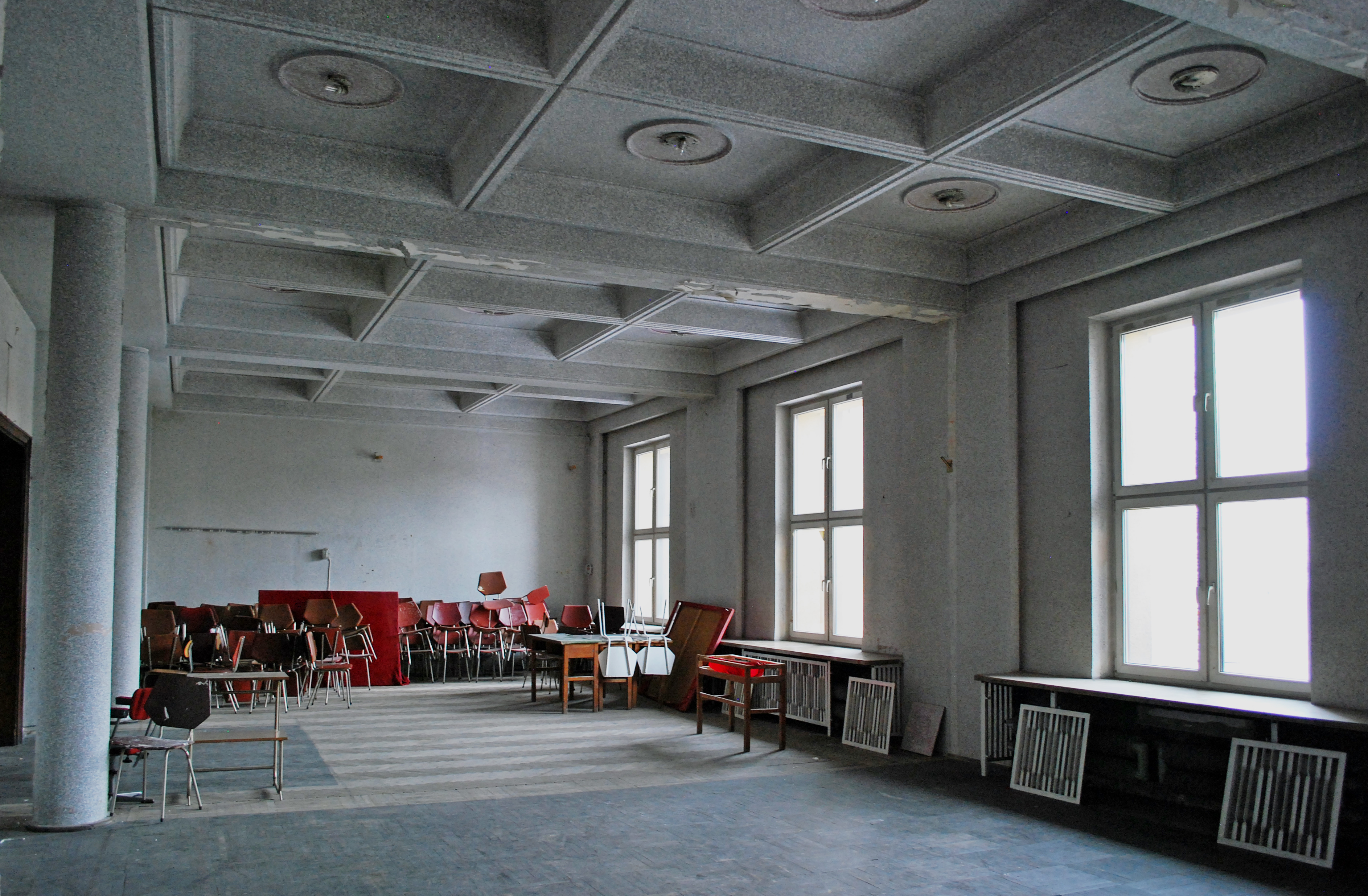
Mała sala.
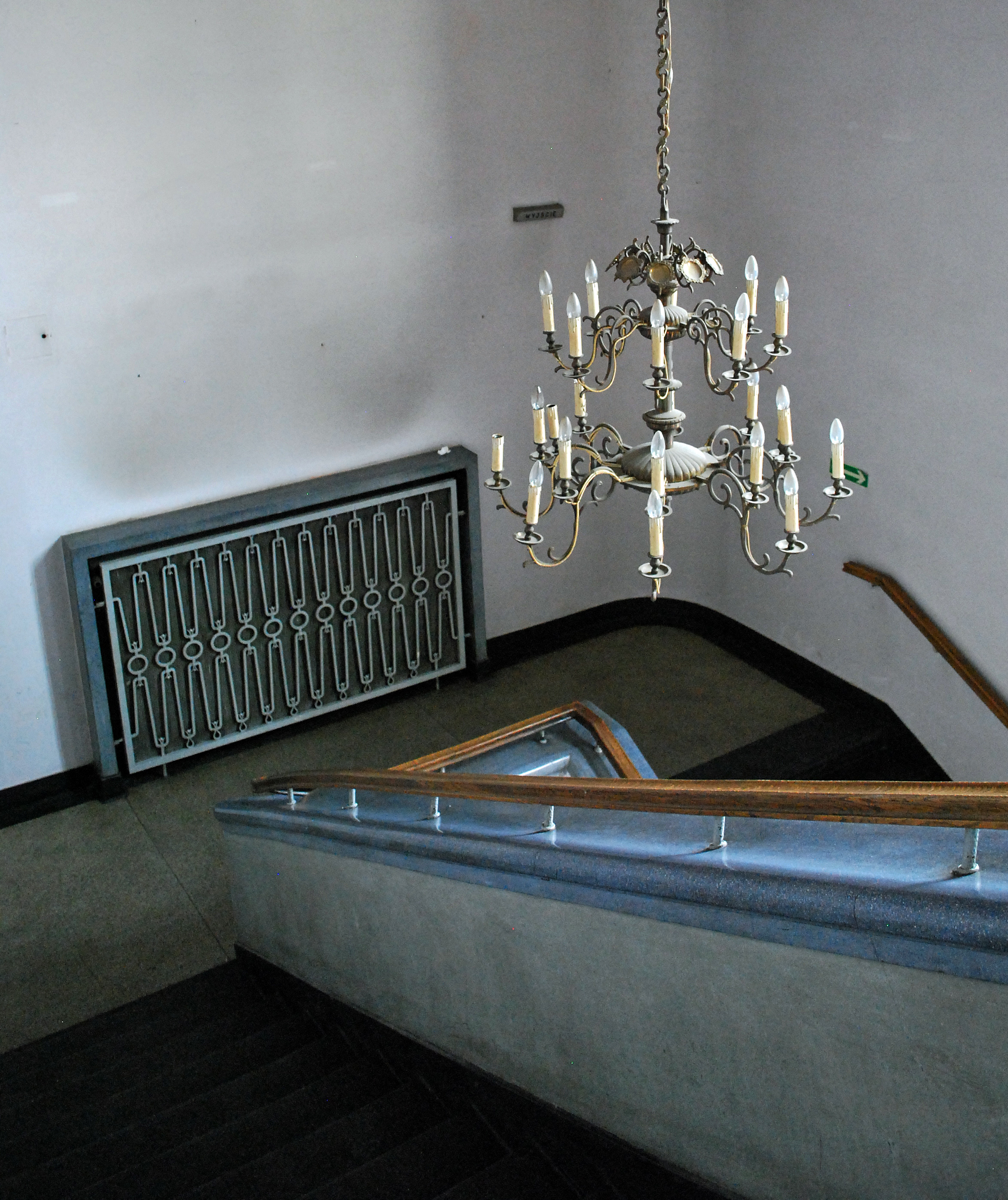
Klatka schodowa.